# رافائل اسکاپینی دی آلمیدا
رافائل اسکاپینی دی آلمیدا (به پرتغالی: Rafael Scapini de Almeida) هافبک، مدافع اهل برزیل است که در شهر برزیل و در تاریخ ۲۹ ژوئن ۱۹۸۲ به دنیا آمده‌است.
رافائل اسکاپینی دی آلمیدا در تیم‌های فوتبال Campinas FC سابقهٔ حضور دارد.